# آشوری‌های عراق

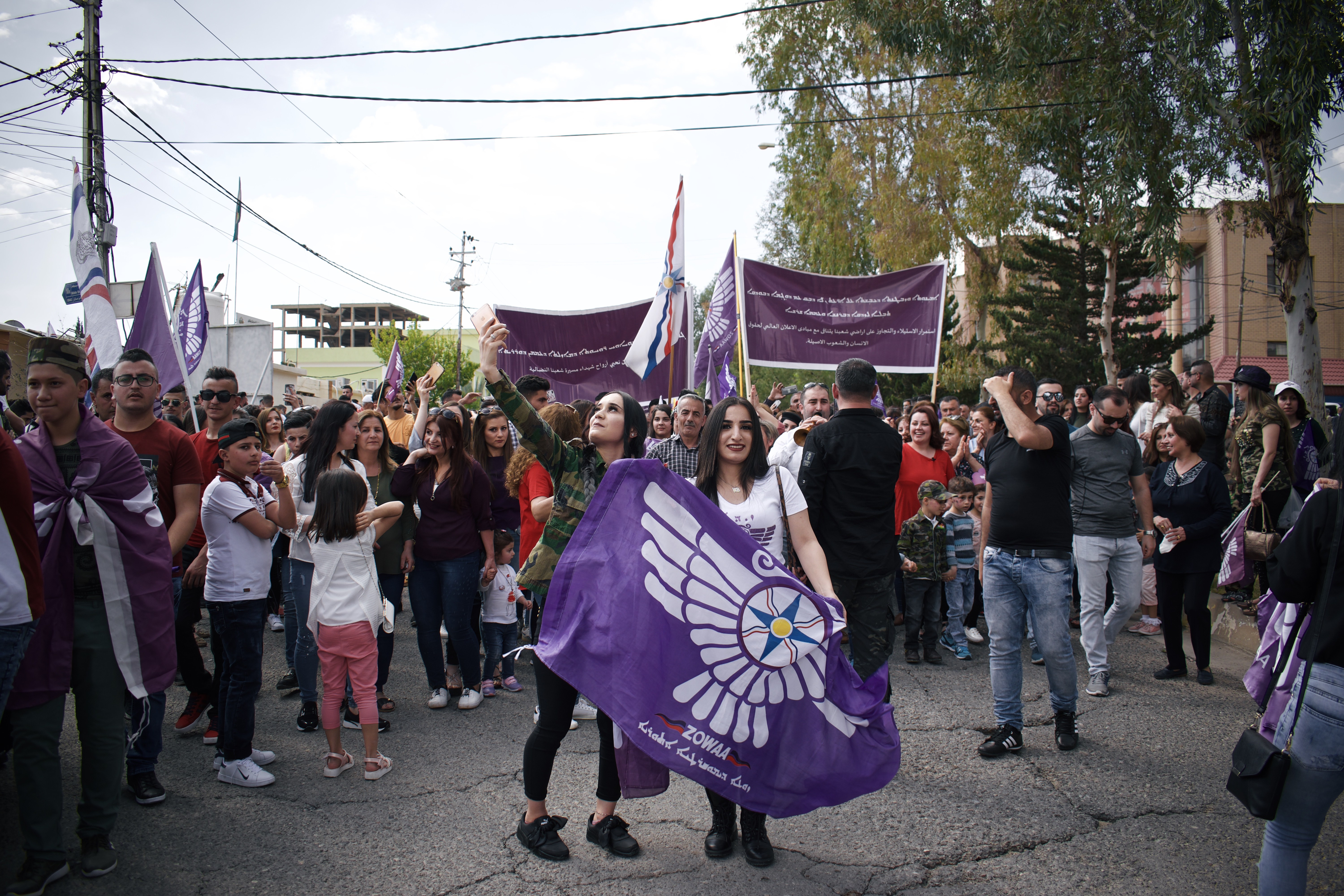
آشوری‌های عراق

جمعیت آشوریان عراق حدود یک میلیون و پانصد هزار نفر است. بر اثر جنگهای عراق ایران و عراق با کویت و پس از سقوط صدام نیز به‌علت حمله نظامیان مختلف اکثریت آنها کشور را ترک کرده و به خارج مهاجرت کرده‌اند، به‌طوریکه اینک فقط ۶۵۰٬۰۰۰ نفر از آنان در عراق باقی مانده‌اند. بزرگ‌ترین مراکز تجمع آنها در بغداد و استان‌های نینوا و دهوک می‌باشد، همچنین در استان‌های اربیل و کرکوک و بصره نیز ساکن هستند و شمار کمی در شهرهای رمادی، حله، ناصریه، میسان، اسکندریه، تکریت سکونت دارند. بزرگ‌ترین فرقه‌های دینی آنها عبارتند از: (کلیسای کلدان کاتولیک)، (کلیسای شرق آشوری)، (کلیسای سریان ارتودوکس)، (کلیسای سریان کاتولیک)، (کلیسای شرق قدیم). در طول تاریخ عراق همیشه دچار قتل‌عام و ظلم و ستم شده‌اند و بیش از ۳۰۰ روستای آنها منهدم گردیده است. قتل‌عام آشوریان در ۷ اغسطس ۱۹۳۲ در شهر سمیل از قتل‌عامهای بزرگی است که توسط رژیم بغداد از آنها شده است، که هر سال مراسم مخصوصی برای یادبود قربانیان این کشتار برگزار می‌شود.
احزاب و گروه‌های سیاسی آشوریان عراق عبارت هستند از: (مجلس ملی کلدانی سریانی آشوری)، (حرکت دمکراتیک آشوری)، (حرکت تجمع سریان مستقل)، (اتحاد میهنی بیت نهرین)، (حزب میهنی آشوری)، (حزب اتحاد دمکرات کلدان)، (حزب دمکرات بیت نهرین)، (مجلس ملیت کلدان)، (منبر دمکراتیک کلدان)، (کنکره عام آشوری)، (حزب دمکرات مسیحی)، (سازمان کلدواشور کمونیست). آشوری‌ها حق انتخاب ۵ عضو آشوری برای پارلمان عراق و ۵ عضو برای پارلمان اقلیم کردستان و برای هر ی‌های مجالس استانهای بغداد و نینوا و بصره و سلیمانیه یک عضو و برای هر یک از مجالس استان‌های اربیل و دهوک دو عضو دارند، که این اعضا باید آشوری باشند و با رای آشوری‌ها نیز انتخاب می‌شوند. همچنین در کابینه حکومت بغداد یک وزیر و در کابینه حکومت اقلیم کردستان نیز یک وزیر آشوری وجود داردل‌های انتخابات سالهای ۲۰۰۹–۲۰۱۰ مجلس ملی کلدانی سریانی آشوری توانست در انتخابات مجالس استان‌های بغداد و نینوا مخصوص آشوری‌ها را کسب کند و در انتخابات پارلمان کردستان عراق نیز ۳ کرسی مخصوص آشوری‌ها را و ۱ کرسی مخصوص ارامنه را به‌دست‌آورد، اما در انتخابات پارلمان عراق ۲ کرسی (نمایندگان نینوا و دهوک) نصیب آن گردید. علاوه بر این مجلس ملی کلدانی سریانی آشوری یک وزیر در کابینه حکومت کردستان دارند.
در این انتخابات (۲۰۰۹–۲۰۱۰) نصیب حرکت دمکراتیک آشوری به‌دست آوردن ۳ کرسی در پارلمان عراق و ۲ کرسی در پارلمان اقلیم کردستان و شکست در انتخابات مجالس استان‌های نینوا و بغداد بود. حرکت دمکراتیک آشوری دارای یک وزیر در کابینه حکومت بغداد می‌باشد.